# Syltenberget

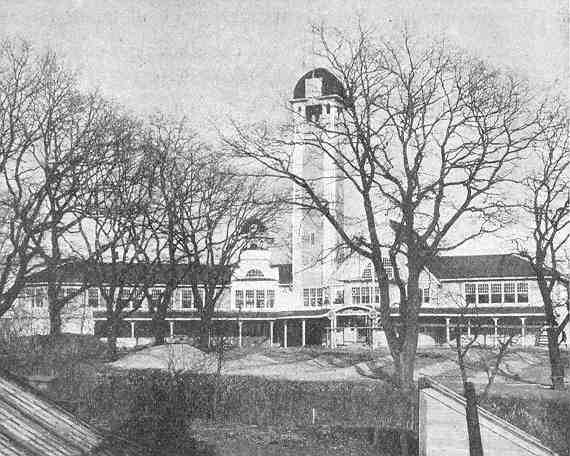
Restaurang Höganloftet och utsiktstornet på Syltenberget, 1906.

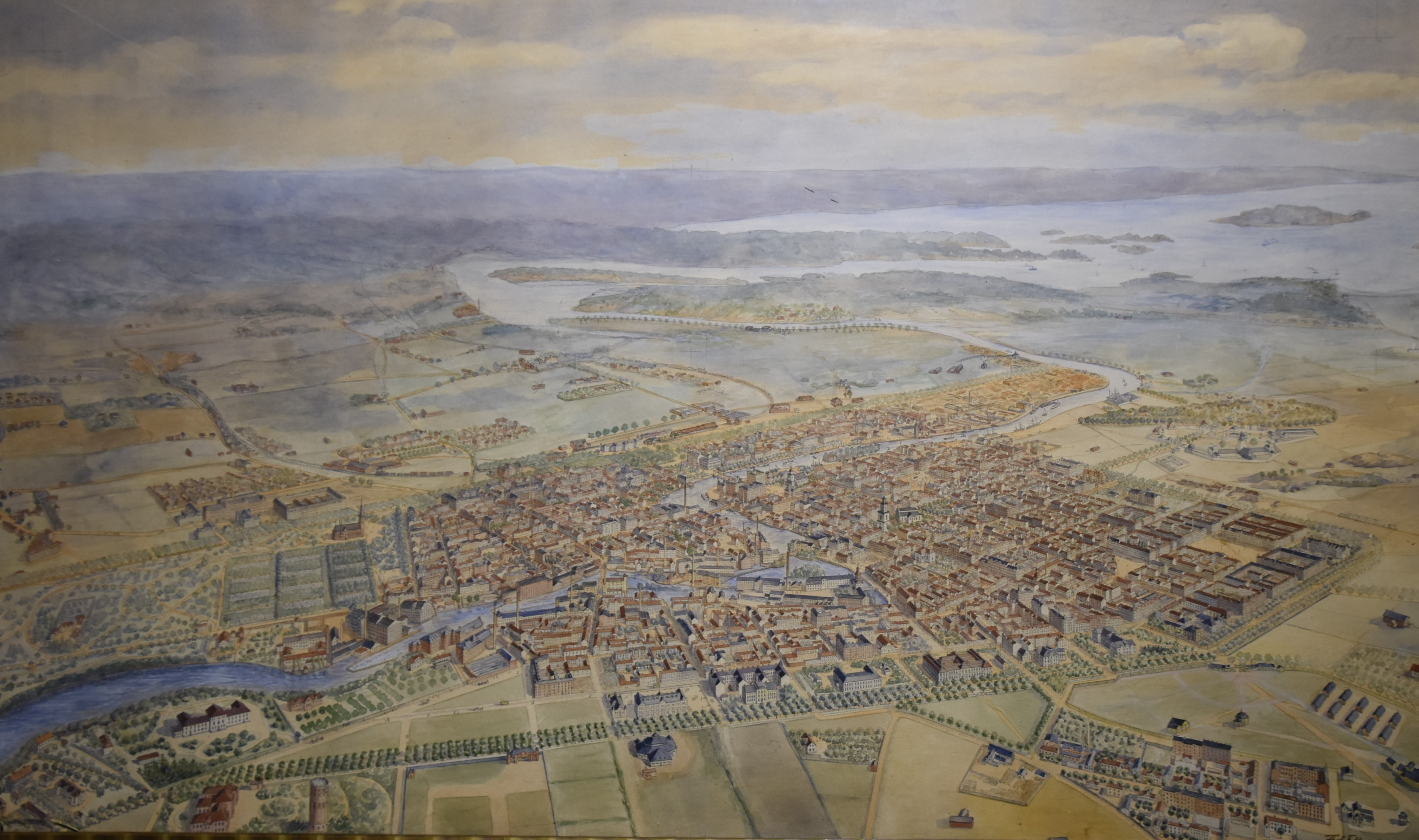
Norrköping i fågelperspektiv 1906, akvarell av Anton och Elin Marcko. Syltenberget syns till höger om mitten av bilden.

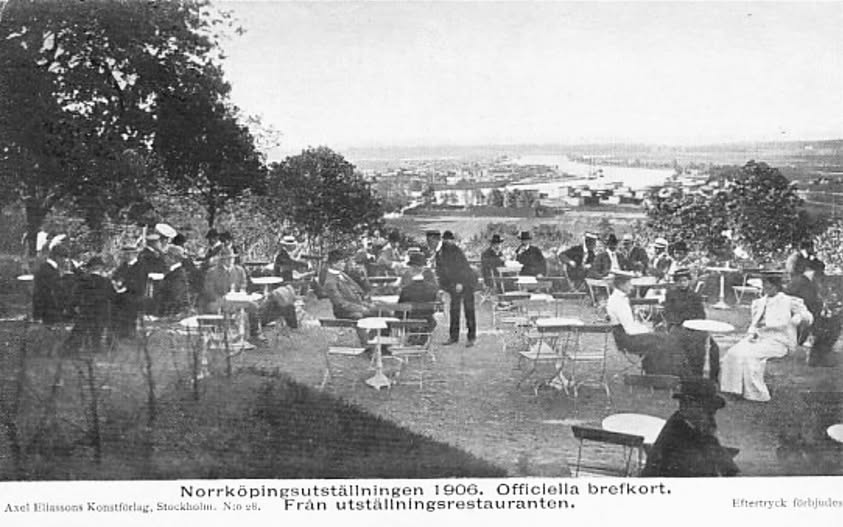
Serveringen på Syltenbergets höjdplatå under Konst- och industriutställningen i Norrköping 1906. Bilden är tagen mot norrut.

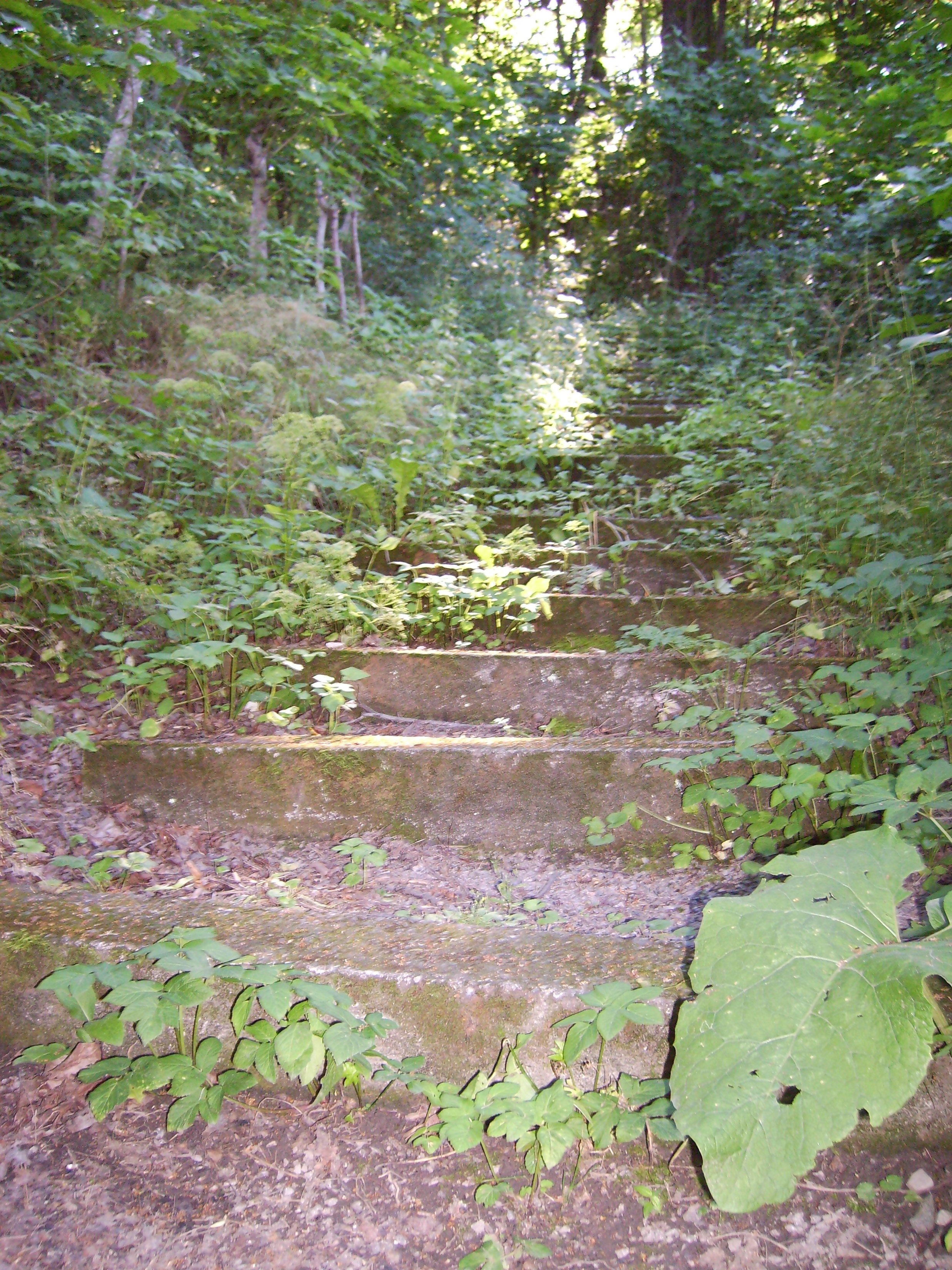
Moa Martinssons trappa, i den södra delen på den nordöstra sidan av Syltenberget, 2007.

Syltenberget är en långsträckt höjd i stadsdelen Sylten i Norrköping. Sylten är ett industri- och hamnområde som sträcker sig mellan Södra kajen vid Motala ström i norr, Östra Promenaden i väster, Lindövägen/Oxelbergen i söder och Surgatan/Ljura bäck i öster.
Syltenberget utgjorde under staden Norrköpings förindustriella och agrara historia ett dominerande inslag i de flacka ängs- och betesmarkerna längs Motala ström. 

## Namnet
Ordet Sylten kommer från de äldre orden ”sylta”, ”sult” eller ”salt”, vilka avser en låg havsstrand, kärr eller myr. Under medeltiden benämndes de flacka, sanka områdena både norr och söder om Motala ströms utlopp för Norra Sult respektive Södra Sult. På norra sidan strömmen lever förledet ”salt” kvar genom namnet Saltängen.

## Historik
En grupp borgare i Norrköping, bland andra Ludvig Ringborg tog 1856 initiativ till att omvandla Syltenberget till stadens första fritidsområde med både allmänna promenadstråk och privata sommarvillor. Anläggningsarbeten började 1857 och 1861   hade 22 tomter anlagts på berget med planteringar, häckar och staket. 
Norrköpings stad delade upp marken i små lotter, som arrenderades ut. Berget var inte avsett för permanenta bosättningar, utan endast för enkla sommarhus omgivna av promenader och plantager. Det skulle råda en enhetlig karaktär på området.
Som förebilder fanns Drottningholm och Djurgården i Stockholm samt nordtyska villaområden. På ett fåtal av tomterna byggdes det också eleganta villor för Norrköpings mest välbärgade skikt.
Några av villorna fick året-runt-standard, varav tre står kvar i dag:
- Gustavsbergsvillan, eller Hartzellska villan efter första ägaren, sjökapten Gustav Hartzell. Norrköpings stad använde länge villan - under namnet Gustavsbergshemmet - som upptagningshem för barn.
- Bergstenska villan, som ritades av läkaren och konstnären Wilhelm Bergsten och uppfördes 1863 för eget bruk.
- Gemmelska villan, som uppfördes senast under 1870-talet som bostad till trädgårdsmästaren Ljungberg. Den har sitt namn efter verkmästaren H. Gemmel på Litografiska Aktiebolaget, som senare övertog den.

Stadens växthusanläggning flyttade till Syltenberget omkring 1911. De nuvarande växthusen tillkom mellan 1940-talet och 1990-talet. Den före detta stadsträdgårdsmästarbostaden är från 1911.

## Konst- och industriutställningen i Norrköping 1906
Konst- och industriutställningen i Norrköping 1906 hölls juni-september på ett 7.500 kvadratmeter stort område på Sylten, och Syltenberget utnyttjades då som plats för utställningens restaurang, senare kallan Höganloft, och en utomhusservering. Restaurangen låg på samma plats som det nuvarande området för kommunens växthusanläggning och revs på 1950-talet. Tillsammans med byggnaden fanns ett 38 meter högt utsiktstorn, vilket revs 1934.